# فرودگاه صحرایی کرافتس
فرودگاه صحرایی کرافتس (به انگلیسی: Craft's Field) یک فرودگاه همگانی است که یک باند فرود چمن دارد و طول باند آن ۷۸۹ متر است. این فرودگاه در کشور ایالات متحده آمریکا قرار دارد و در ارتفاع ۲۸۲ متری از سطح دریا واقع شده‌است.